# لیف براشکف
لیف براشکف (روسی: Лев Павлович Барашков؛ ۴ دسامبر ۱۹۳۱ – ۲۳ فوریهٔ ۲۰۱۱) موسیقی‌دان اهل اتحاد جماهیر شوروی سوسیالیستی بود.